# Suciu de Sus
Suciu de Sus  è un comune della Romania di 4 048 abitanti, ubicato nel distretto di Maramureș, nella regione storica della Transilvania. 
Il comune è formato dall'unione di 3 villaggi: Larga, Suciu de Jos, Suciu de Sus.